# Konrad Bleuler
Konrad Bleuler (n. 23 septembrie 1912, Herzogenbuchsee⁠(d), Berna, Elveția – d. 1 ianuarie 1992, Königswinter, Renania de Nord-Westfalia, Germania) a fost un fizician teoretician elvețian care a adus contribuții la fizica nucleară și teoria cuantică a câmpurilor.
1. ↑  IdRef, accesat în 1 mai 2020
2. 1 2  Czech National Authority Database, accesat în 1 martie 2022
3. 1 2 3  Czech National Authority Database, accesat în 7 noiembrie 2022
4. ↑  Genealogia matematicienilor